# Emilio Miraglia
Emilio Paolo Miraglia (Casarano, 1 de gener de 1924 – Roma 26 d'agost de 1982) va ser un director de cinema italià. Va començar a treballar al cinema com a assistent de director i tècnic i va treballar en moltes pel·lícules B.
Miraglia és conegut per les seves dues pel·lícules giallo de principis de la dècada de 1970
Miraglia is known for his two early 1970s giallo films, La notte che Evelyn uscì dalla tomba (1971) i La dama rossa uccide sette volte (1972). Va morir a Roma el 1982, als 58 anys.

## Filmografia
- Assassination (1967)
- Quella carogna dell'ispettore Sterling (1968)
- A qualsiasi prezzo (1968)
- La notte che Evelyn uscì dalla tomba (1971)
- Spara Joe... e così sia! (1972)
- La dama rossa uccide sette volte (1972)